# Ilja Repin
Ilja Jefimovič Repin (ukrajinsky Ілля Юхимович Рєпін, rusky Илья Ефимович Репин; 5. srpna 1844 Čuhujiv, Ruské impérium – 29. září 1930 Kuokkala, Finsko) byl ruský malíř a pedagog, představitel kritického realismu. Maloval výjevy ze života ruského lidu, aktuální politické události i historické náměty. Je autorem řady portrétů svých současníků. Ve 20. letech 20. století byl postupně vybudován kult jeho realistického umění a byl vydáván za předobraz a vzor socialistického realismu.

## Život a dílo

### Malířské začátky
Repin se narodil ve městě Čuhujiv nedaleko Charkova v carském Rusku. Jeho rodiče byli ruskými vojenskými osadníky. V roce 1863, po učňovských létech u místního malíře ikon Bunakova a přípravném studiu malířství portrétů odešel do Petrohradu a krátce nato byl přijat jako student na Carskou akademii umění. Z osobností, které zde potkal, měli na jeho život i tvorbu největší vliv kritik a historik umění V.V.Stasov a malíř I.N.Kramskoj. Od akademického způsobu malby (obrazy Vzkříšení Jarjovy dcery a Slovanští skladatelé) přešel Repin k realistickému zobrazení života ruského lidu. Mezi lety 1871–1873 namaloval jedno ze svých nejznámějších pláten Burlaci na Volze. Obraz získal bronzovou medaili na světové výstavě ve Vídni. 
V roce 1872 se po svatbě s Věrou Ševcovou přestěhoval do Moskvy, kde se jim narodila dcera. 
V letech 1873–1876 pobýval jako stipendista na náklady Akademie i s rodinou v Itálii a v Paříži, kde se seznámil s francouzským impresionistickým malířstvím, které mělo velký vliv na použití světla a barev v jeho díle. Nicméně jeho styl zůstal blíže starým evropským mistrům a on sám se nikdy nestal impresionistou.  V Paříži se narodila druhá Repinova dcera Naděžda. 
Po návratu do Ruska pobývali krátce v rodném Čugujevu, kde se narodil jeho jediný syn Jurij a potom se přestěhovali do Moskvy.  V roce 1878 Repin vstoupil do svobodomyšlenkářského „Sdružení putovních uměleckých výstav“.  Namaloval několik obrazů ruských mužiků a stále více se v jeho tvorbě objevovaly příběhy spojené s aktuálními událostmi (Vrátil se, Hrdina minulé války, Vyprovázení odvedence).
Během své kariéry byl přitahován k obyčejným lidem, podle kterých odvozoval svůj původ a často maloval lidové umění, jak ukrajinské tak ruské, ačkoliv v pozdějších letech maloval i členy ruské císařské elity, inteligenci a aristokracii, včetně cara Mikuláše II. Portrétoval mnoho ze svých slavných současníků, včetně spisovatele Lva Nikolajeviče Tolstého, vědce Dmitrije Mendělejeva, carského úředníka Pobědonosceva, skladatele Musorgského, filantropa Pavla Treťjakova a ukrajinského básníka a malíře Tarase Ševčenka. Vytvořil i několik autoportrétů.
V roce 1879 se narodila jeho nejmladší dcera Taťjana.  Od roku 1882 žil v Petrohradě, ale navštěvoval svoji ukrajinskou domovinu a příležitostně cestoval do zahraničí.

### Historická a současná témata

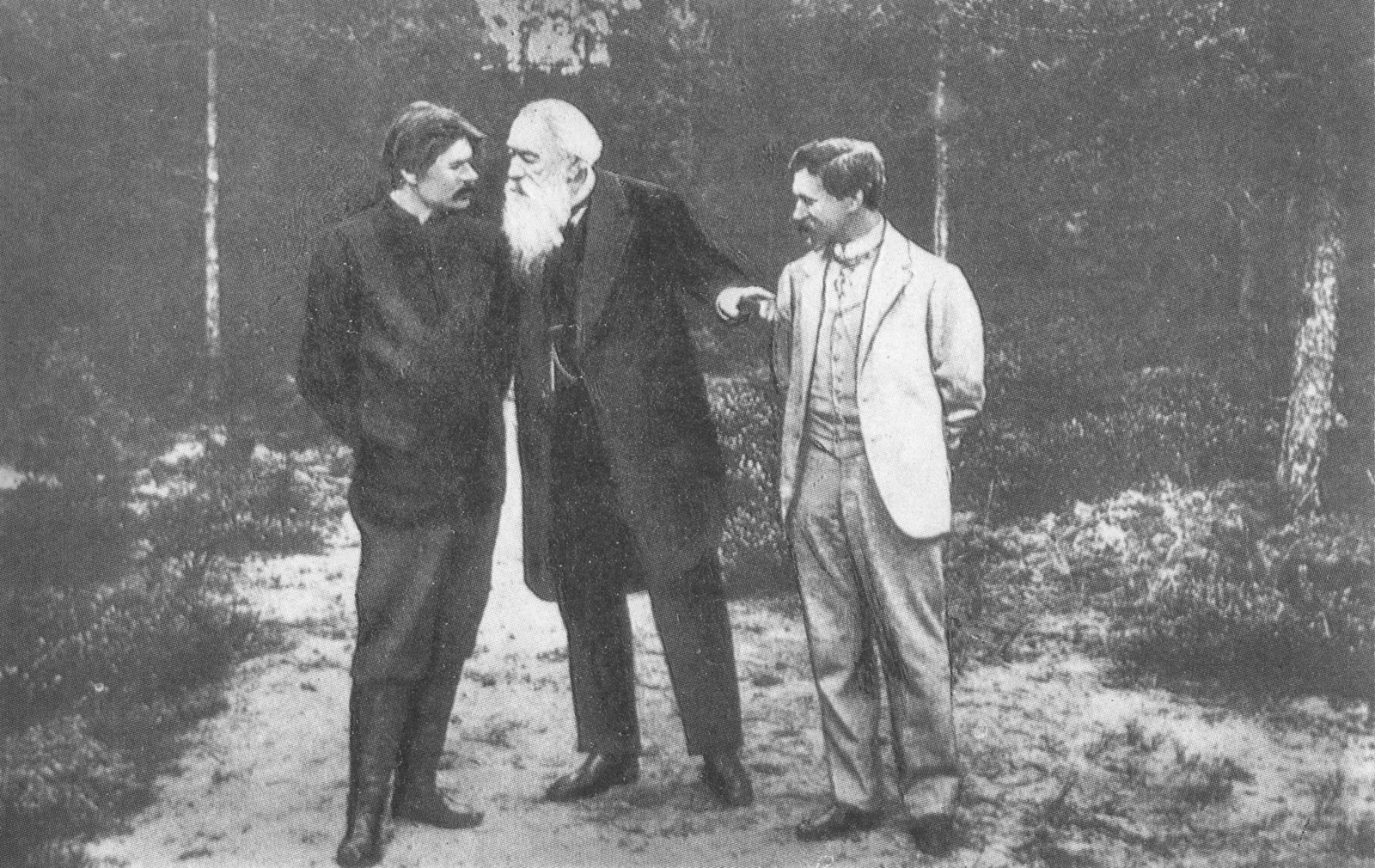
Zleva: Maxim Gorkij, Vladimir Vasiljevič Stasov a Ilja Repin (1900)

Krátce před atentátem na cara Alexandra II. v roce 1881 začal malovat sérii obrazů zabývajících se tématem ruského revolučního hnutí: Odmítnutí zpovědi, Zatčení propagandisty, Setkání, Nečekali ; poslední je nepochybně jeho mistrovským dílem na toto téma, míchajíc rozdílné psychologické stavy s ruskými a ukrajinskými národními motivy. Jeho rozměrově velké dílo Náboženský proces v provincii Kursk je někdy považováno za archetyp „ruského národního stylu“. Dílo ukazuje různé sociální třídy a napětí mezi nimi posazené do kontextu tradičních náboženských rituálů a spojené s pomalým, ale neúprosným pohybem vpřed.
V roce 1885 dokončil Repin jedno ze svých psychologicky nejsilnějších děl, obraz Ivan Hrozný a jeho syn Ivan 16. listopadu 1581. Toto plátno zachycuje děsivého Ivana objímajícího svého umírajícího syna, kterého právě udeřil a smrtelně zranil v nekontrolovatelném návalu vzteku. Podoba Ivana je v značném kontrastu s podobou jeho klidného, skoro kristovsky vyhlížejícího syna. Plátno budilo kontroverze už v době svého vzniku a car Alexandr III. ho zakázal vystavovat.  V roce 1913 malbu poničil nožem náboženský fanatik a na restaurování se podílel sám Repin. Další útok se odehrál v roce 2018, když vandal prorazil ochranné sklo a obraz na několika místech protrhl. 
Tvorba jednoho z Repinových nejkomplexnějších obrazů, Záporožští kozáci píší dopis tureckému sultánovi, zabrala mnoho let jeho života. Toto dílo vytvořil jako studii smíchu, ale také věřil, že zahrnuje ideály svobody, rovnosti a bratrství; v krátkosti kozákovo republikánství. S dílem začal koncem 80. let 19. století a celé ho dokončil v roce 1891; ironií osudu bylo okamžitě koupeno carem. Car za tuto malbu zaplatil 35 000 rublů, na tu dobu obrovskou sumu peněz. Repin si koupil statek Zdravněvo na řece Dvině ve Vitebské gubernii a trávil tam s dcerami letní měsíce. Na přelomu osmdesátých a devadesátých let se Repinovo manželství rozpadlo. 
V letech 1894–1907 působil jako profesor na petrohradské Akademii.
V roce 1901 si u něj ruská vláda objednala jeho nejgrandióznější dílo, 400×877 cm velké plátno – skupinový portrét Slavnostní zasedání státní rady, na kterém je kromě cara vyobrazeno dalších sto účastníků.  Repin na něm pracoval přes dva roky se svými dvěma studenty B.M.Kustodijevem a I.S.Kulikovem. 

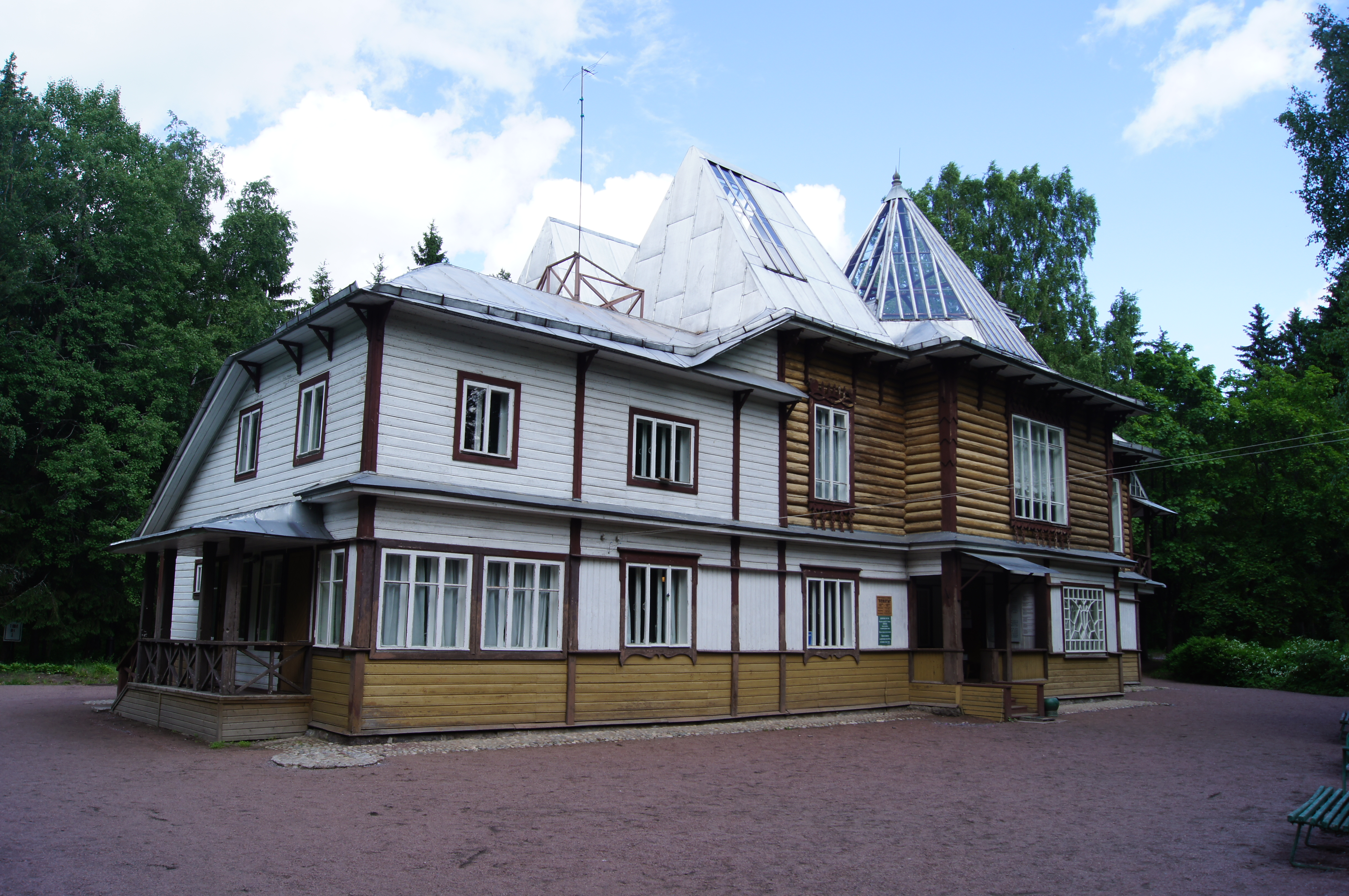
Repinův dům Penaty

### Pozdější život
Od roku 1900 žil Repin v Kuokkale,  severovýchodně od Petrohradu v tehdejším Finském velkoknížectví, kde si sám vymaloval dům Penaty , který zakoupil pro svou družku Natálii Nordmanovou. Pravidelně ho zde navštěvovali ruští intelektuálové a přátelé, zejména Maxim Gorkij, Vladimir Stasov, Alexandr Kuprin, Korněj Čukovskij. Po smrti své družky žil v ústraní a maloval většinou zátiší a portréty. V posledních letech svého života trpěl atrofií pravé ruky a při malování musel používat levou, paletu měl připevněnou k opasku. Jeho obrazy již nedosahovaly dřívější kvality.  Psal své paměti, které byly vydány v roce 1916 pod názvem Daleké a blízké.
Po roce 1917 a říjnové revoluci vyhlásilo Finsko nezávislost. Různé sovětské instituce ho pozvaly k návratu zpět do vlasti, ale pozvání odmítl s omluvou, že je na cestu příliš starý a nemocný. Během tohoto období věnoval Repin mnoho času malování náboženských předmětů, ačkoliv jeho pojetí v tomto směru bylo obvykle inovativní a netradiční. S výjimkou portrétu hlavy provizorní vlády Alexandra Kerenského nikdy nemaloval nic, co by se týkalo tématu revoluce z roku 1917 anebo sovětského pokusu, který poté následoval. Jeho poslední kresba, radostné a bohaté plátno nazývané „Hopák“ byla na téma ukrajinského kozáka.
V roce 1930 zemřel v Kuokkale a je pohřben na zahradě svého domu v tzv. mohyle Čugujev.  Po pokračovací válce byla Kuokkala postoupena Sovětskému svazu a byla přejmenována na Rjepino (Leningradská oblast). V roce 1940 byl dům Penaty otevřen pro veřejnost jako muzeum. Během války byl vypálen, ale později zrekonstruován. 
Orientální rapsodie, op. 29 Alexandra Glazunova z roku 1889 je věnována Iljovi Repinovi.

## Galerie

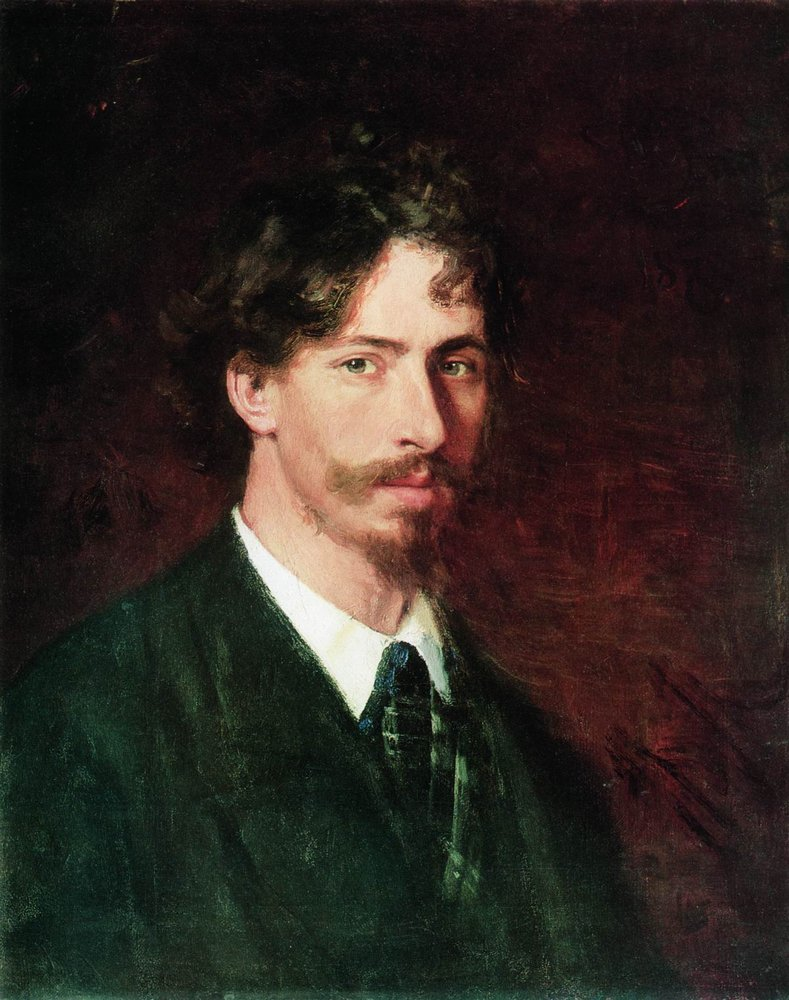
Autoportrét, 1878 (Ruské národní muzeum, Petrohrad)
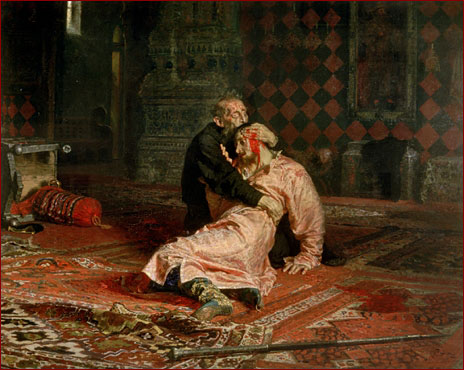
Ivan Hrozný a jeho syn Ivan 16. listopadu 1581, 1870–1873 (Treťjakovská galerie, Moskva)
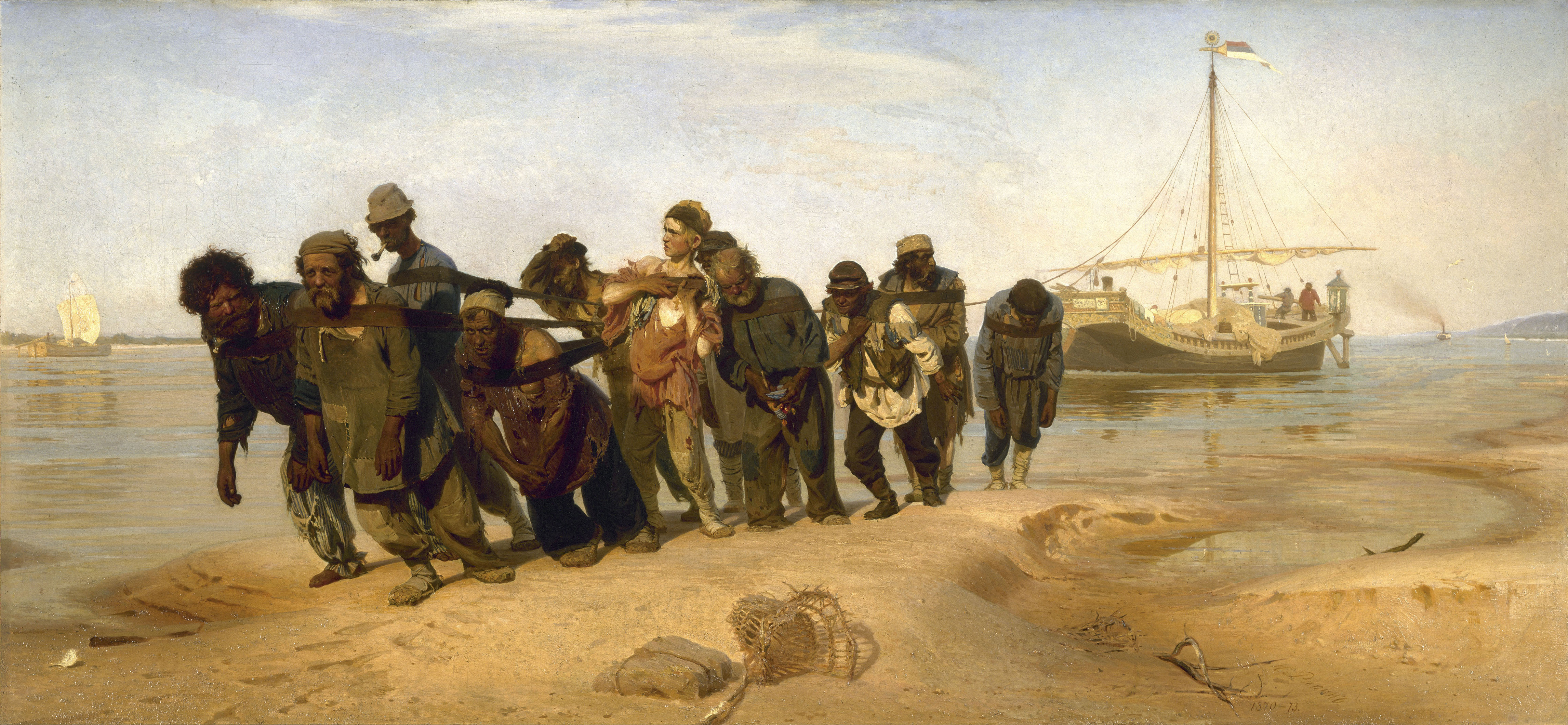
Burlaci na Volze, 1870–73 (Státní ruské muzeum, Petrohrad)
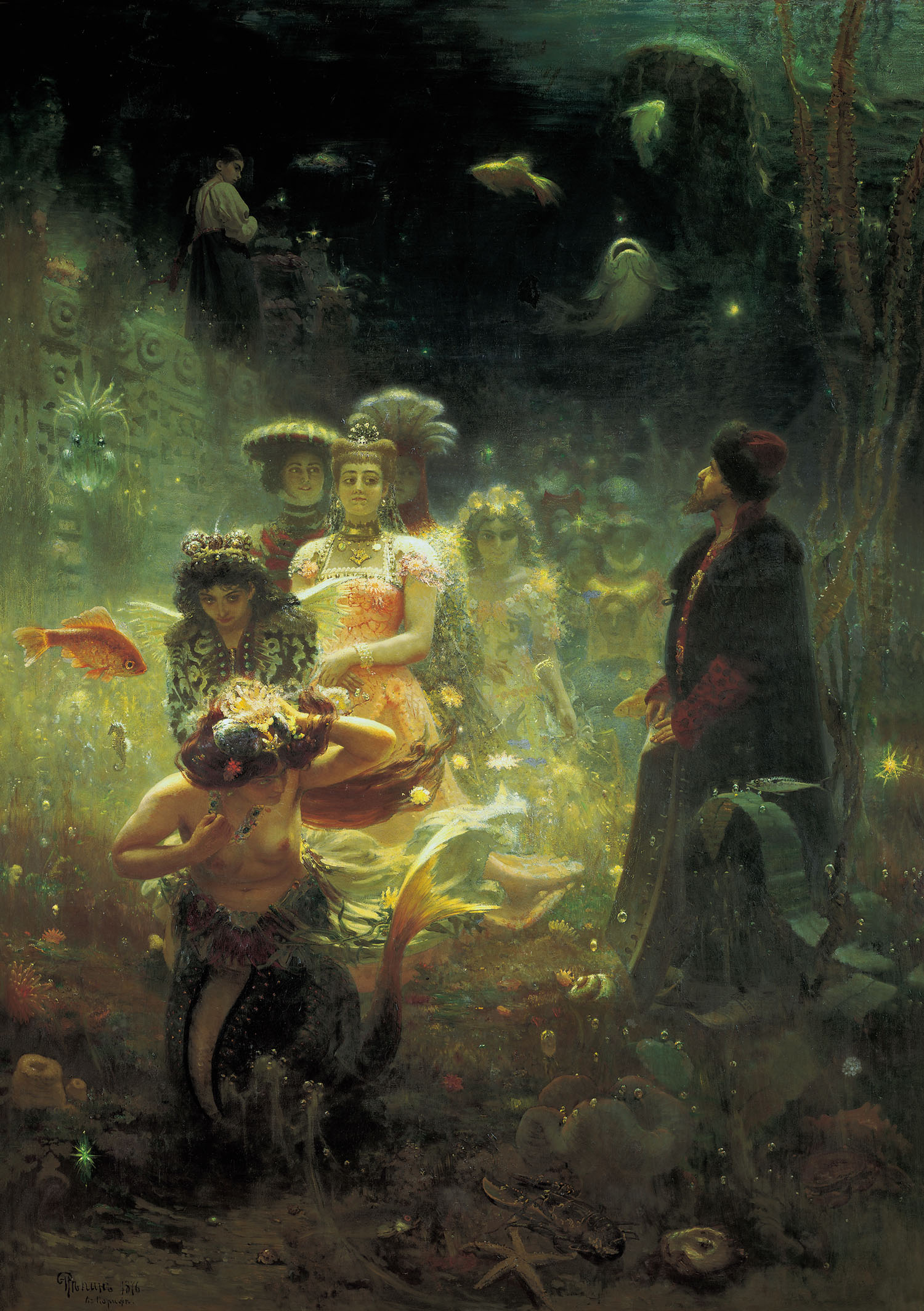
Sadko v Podvodním království, 1876 (Státní ruské muzeum)
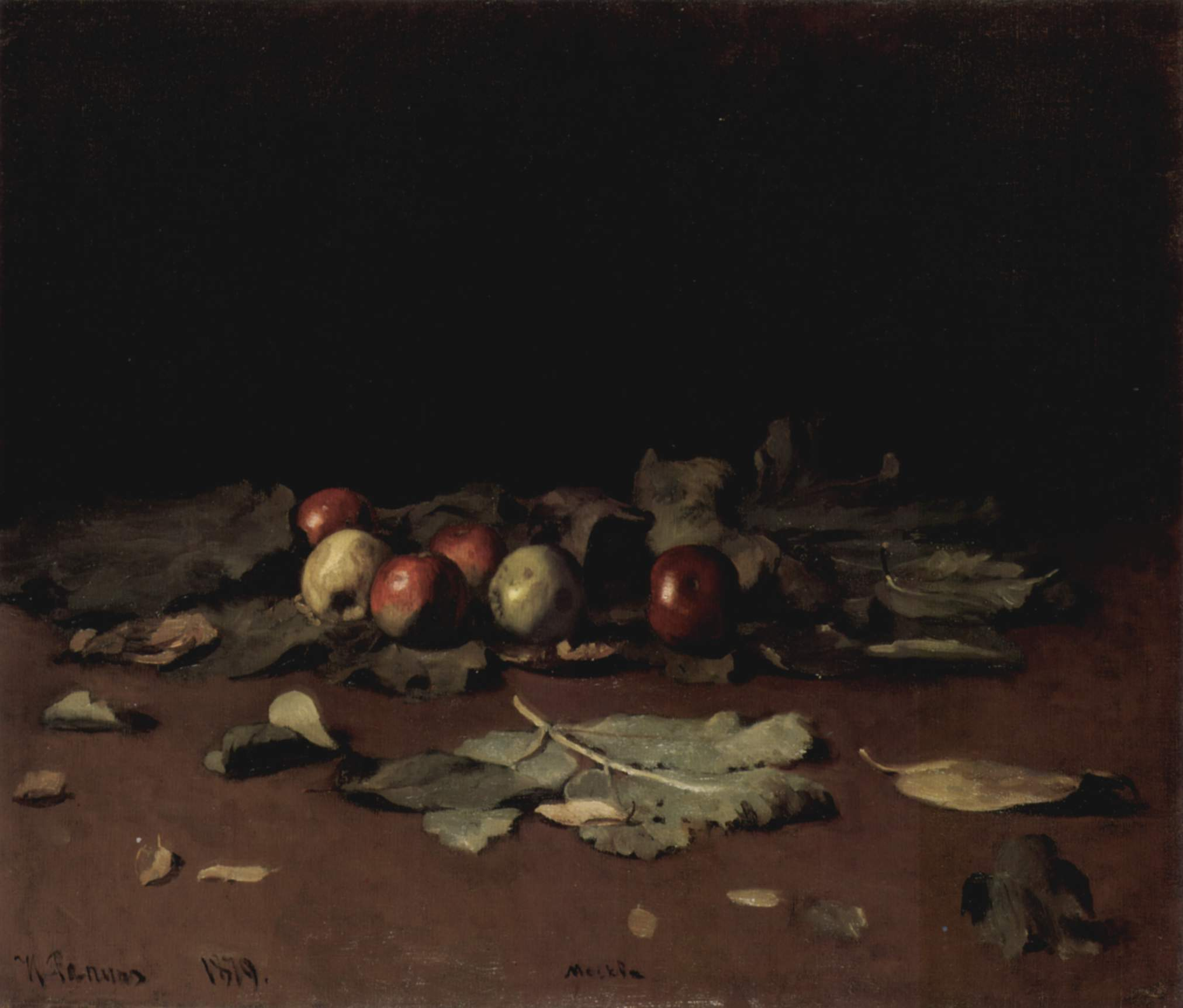
Jablka a listí, 1879 (Státní ruské muzeum)
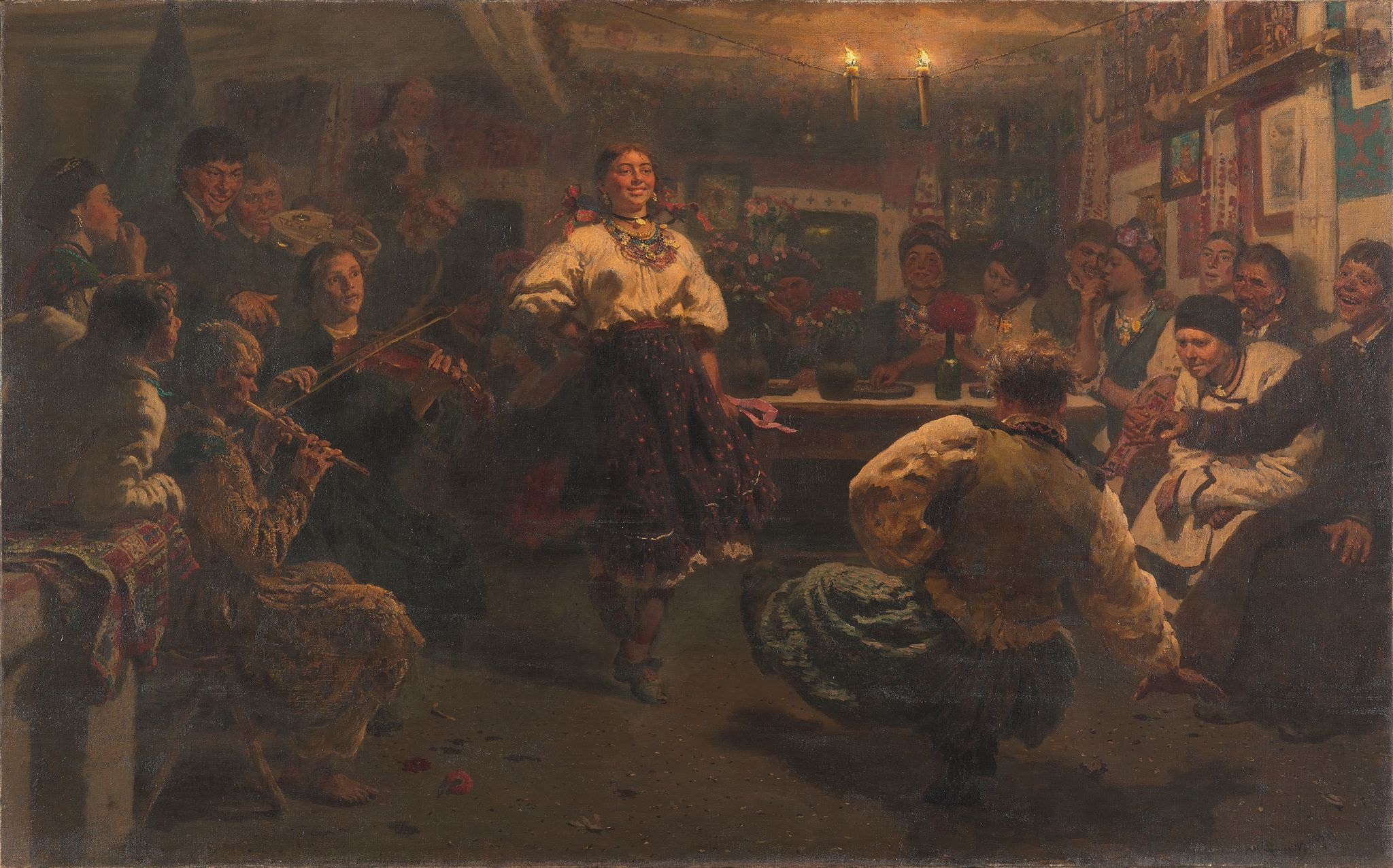
Oslava, 1883
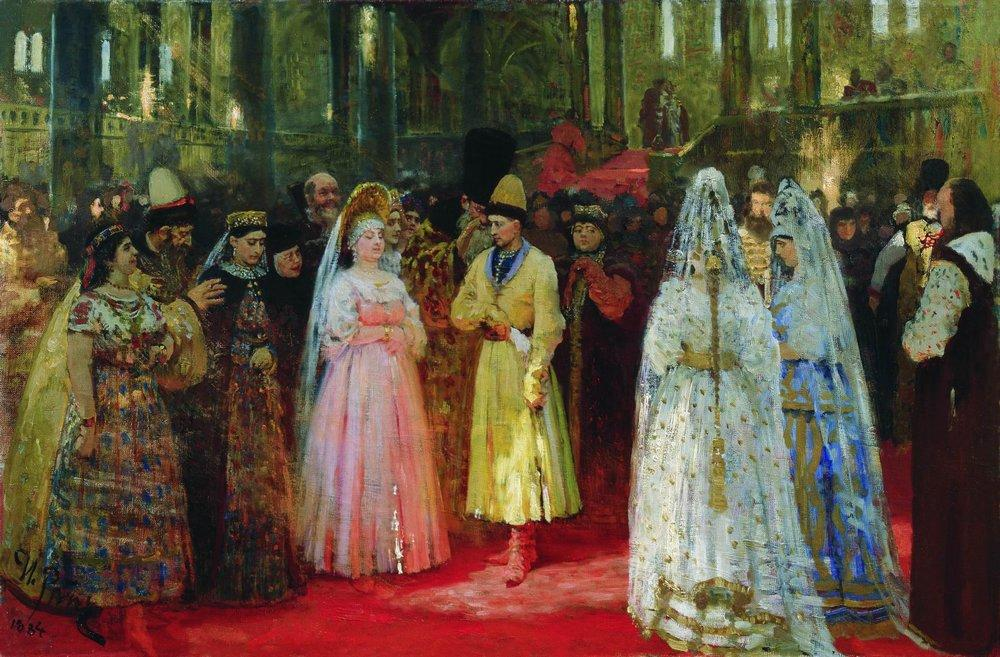
Velkovévoda vybírající si nevěstu, 1885
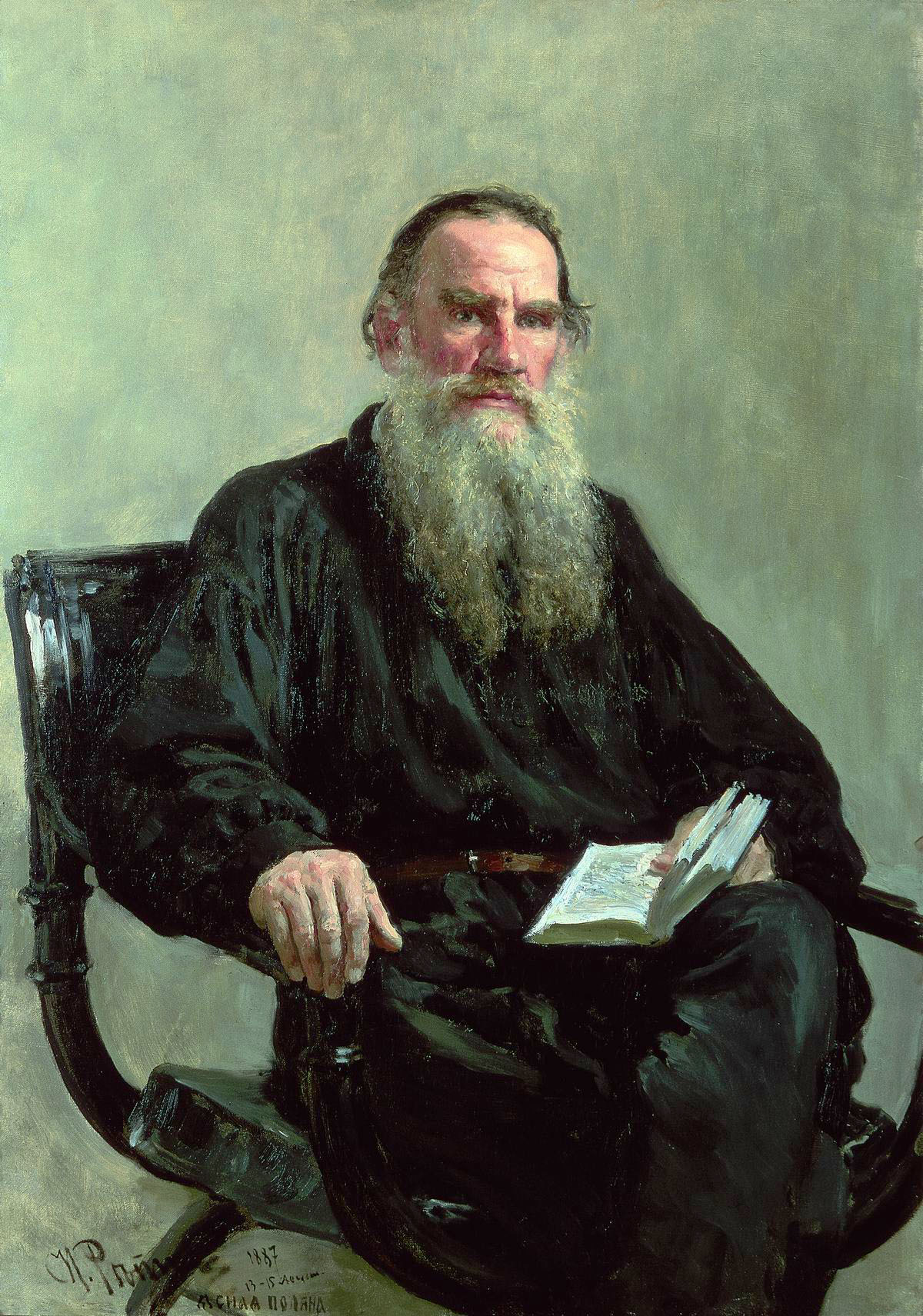
Portrét Lva Nikolajeviče Tolstého, 1887
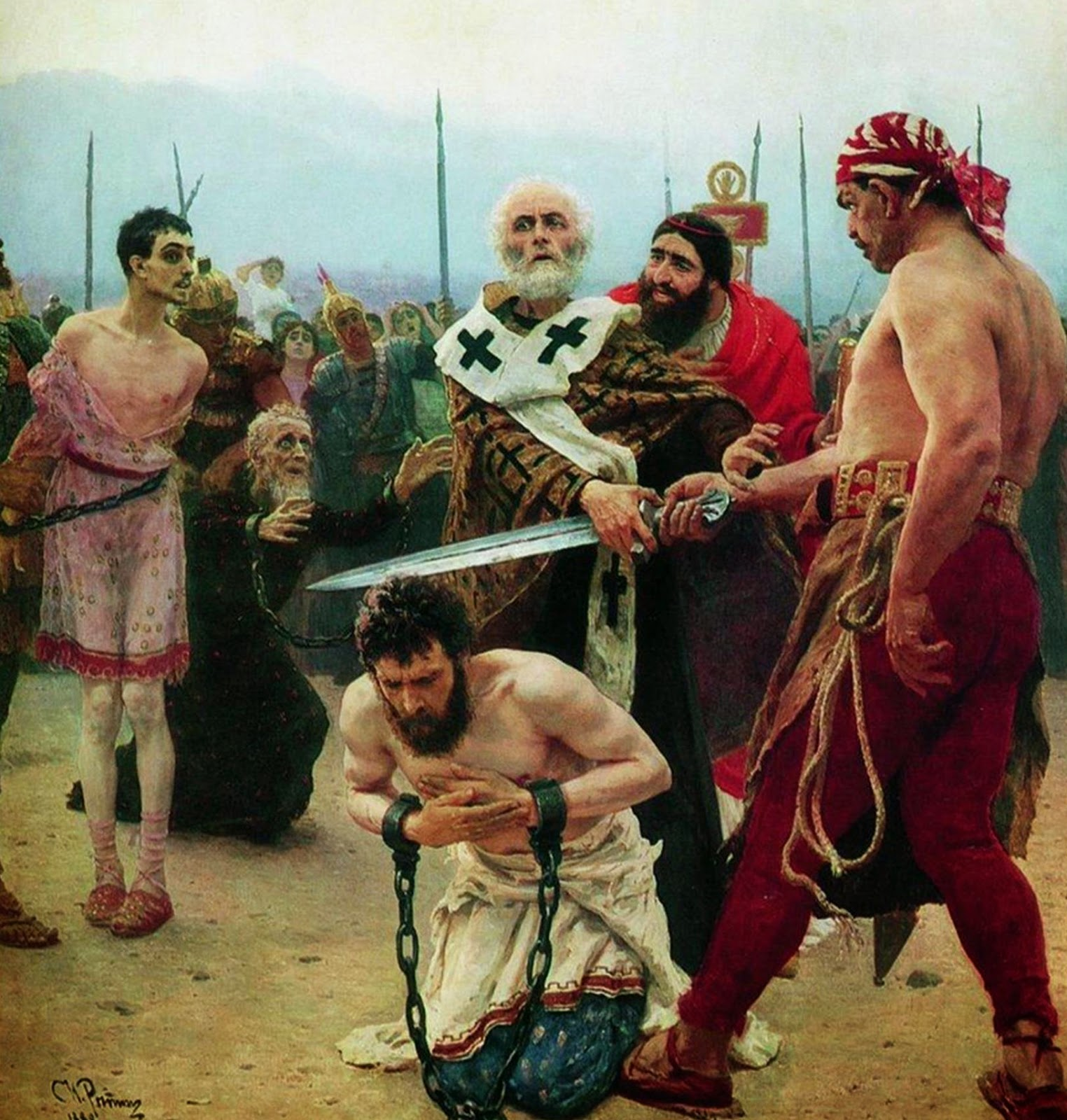
Svatý Mikuláš z Myry v Lyceu, 1889
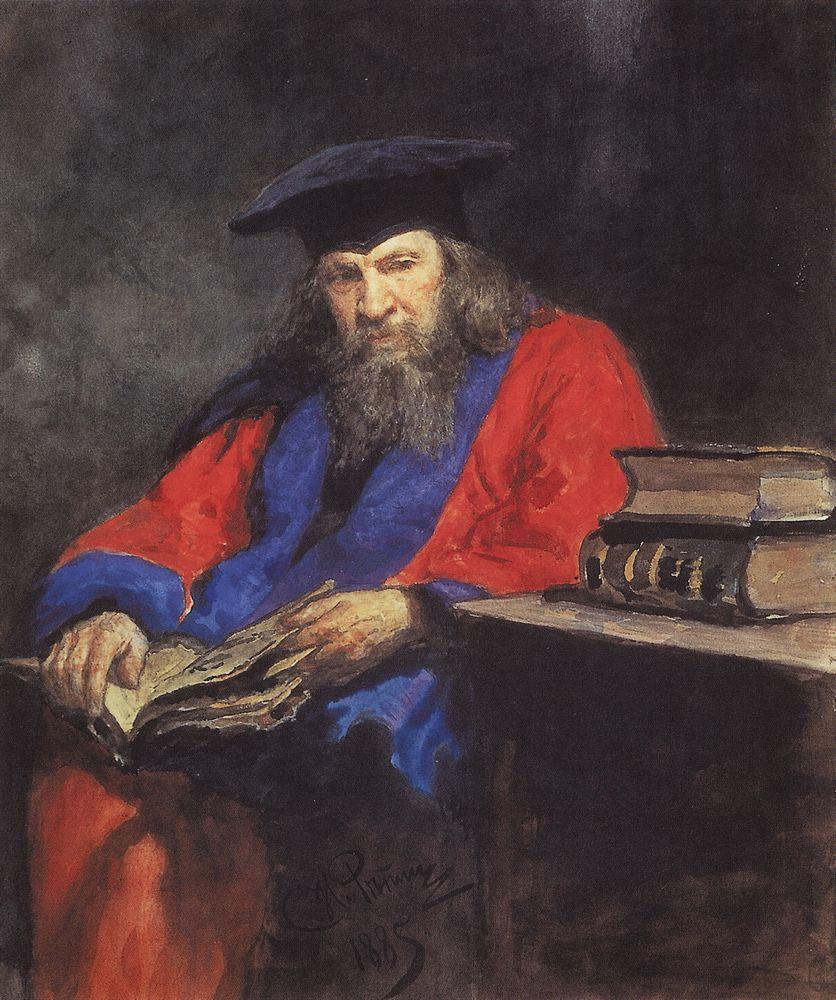
Portrét Dmitrije Ivanoviče Mendělejeva
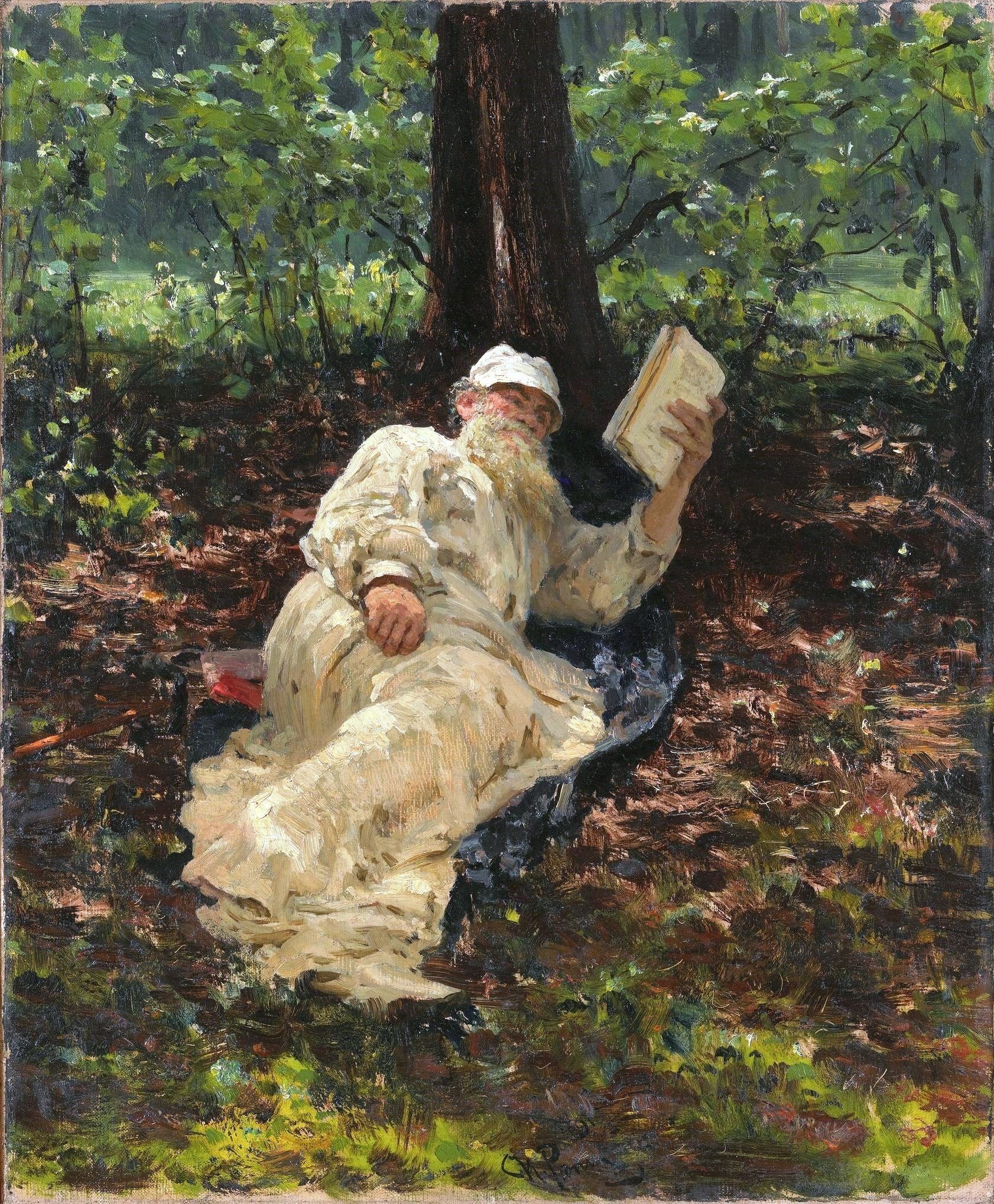
Lev Nikolajevič Tolstoj odpočívá v lese, 1893
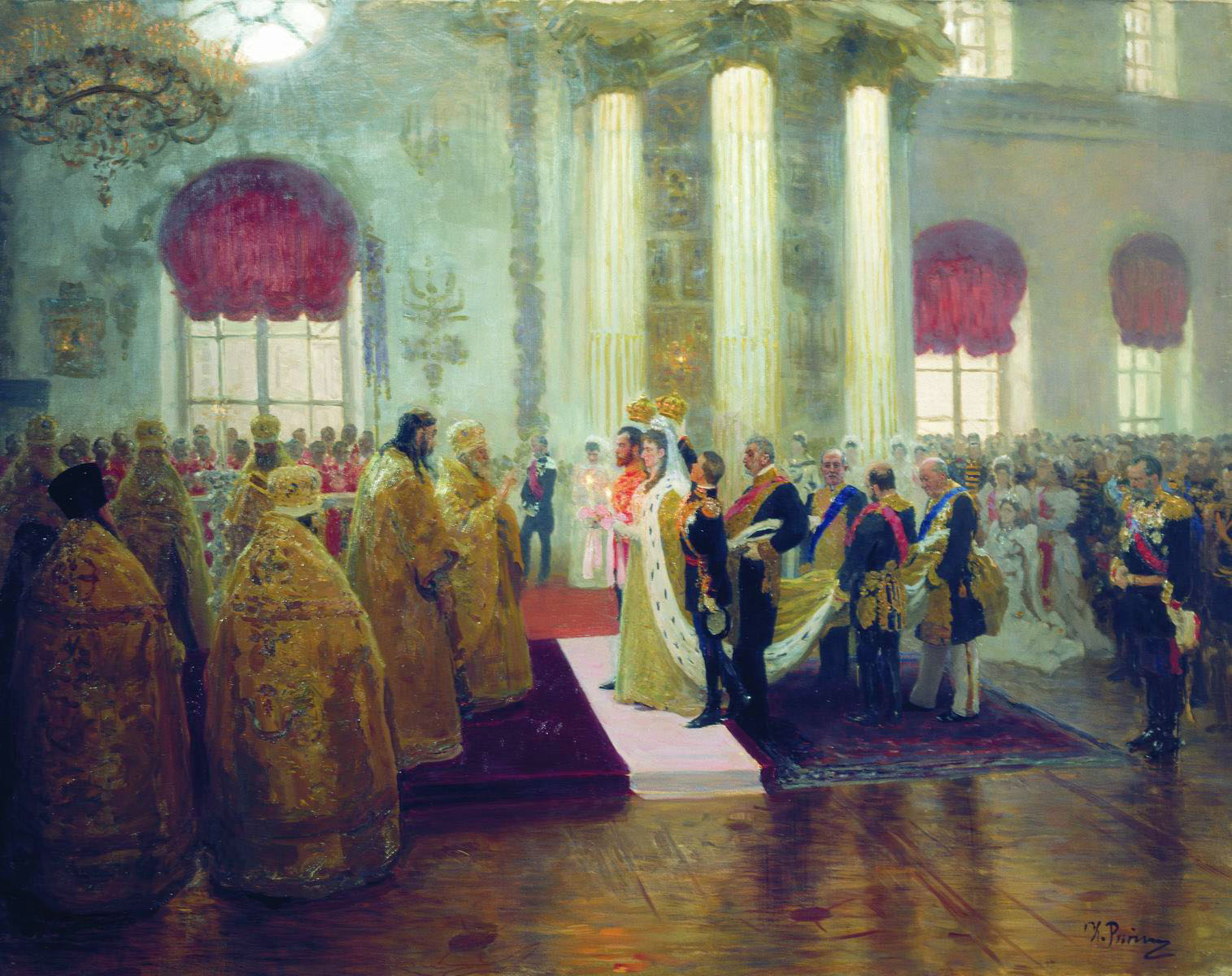
Svatba Mikuláše II. a velkokněžny Alexandry Fjodorovny, 1894
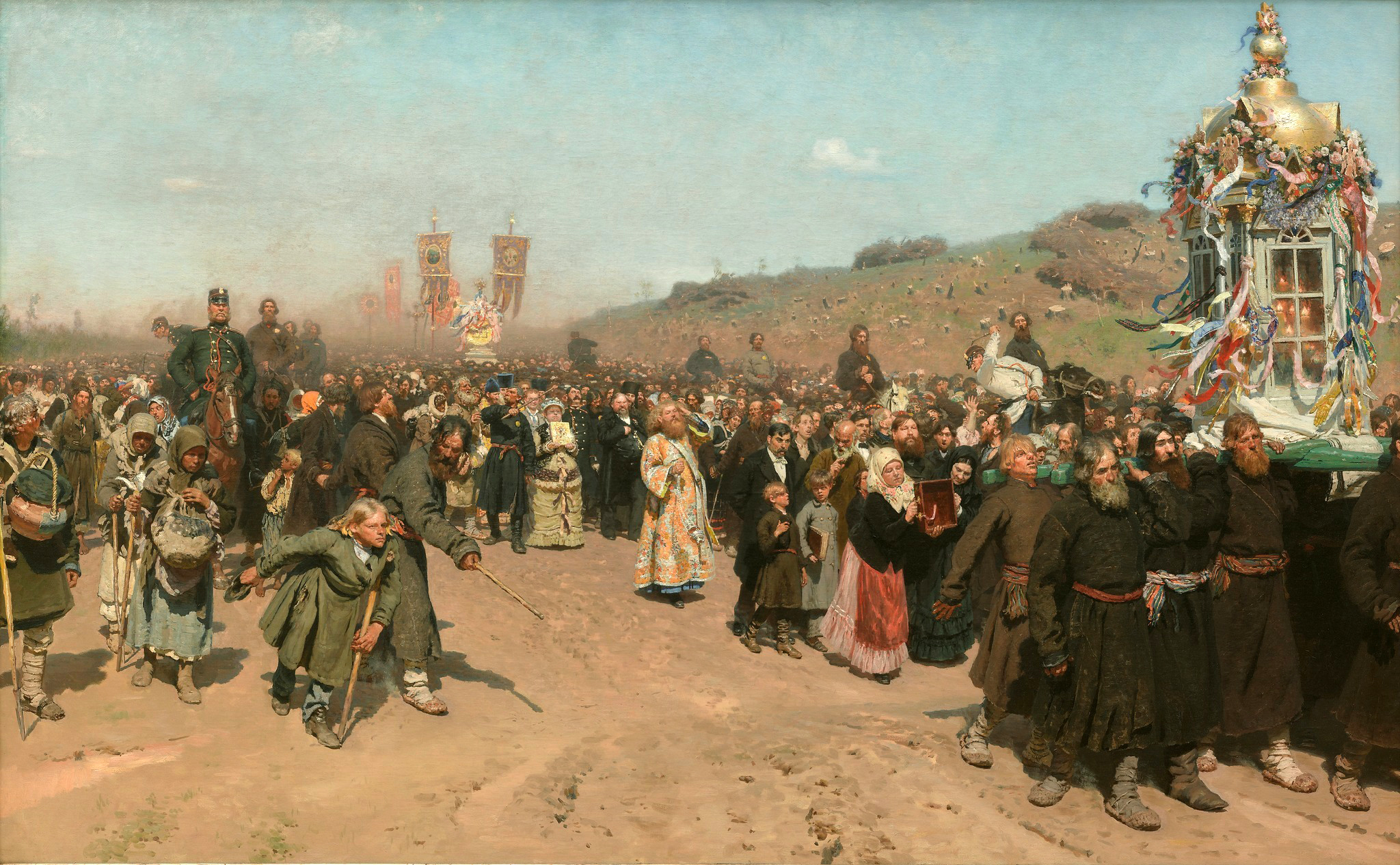
Křížové procesí v Kurské gubernii, 1880–83 (Treťjakovská galerie, Moskva)
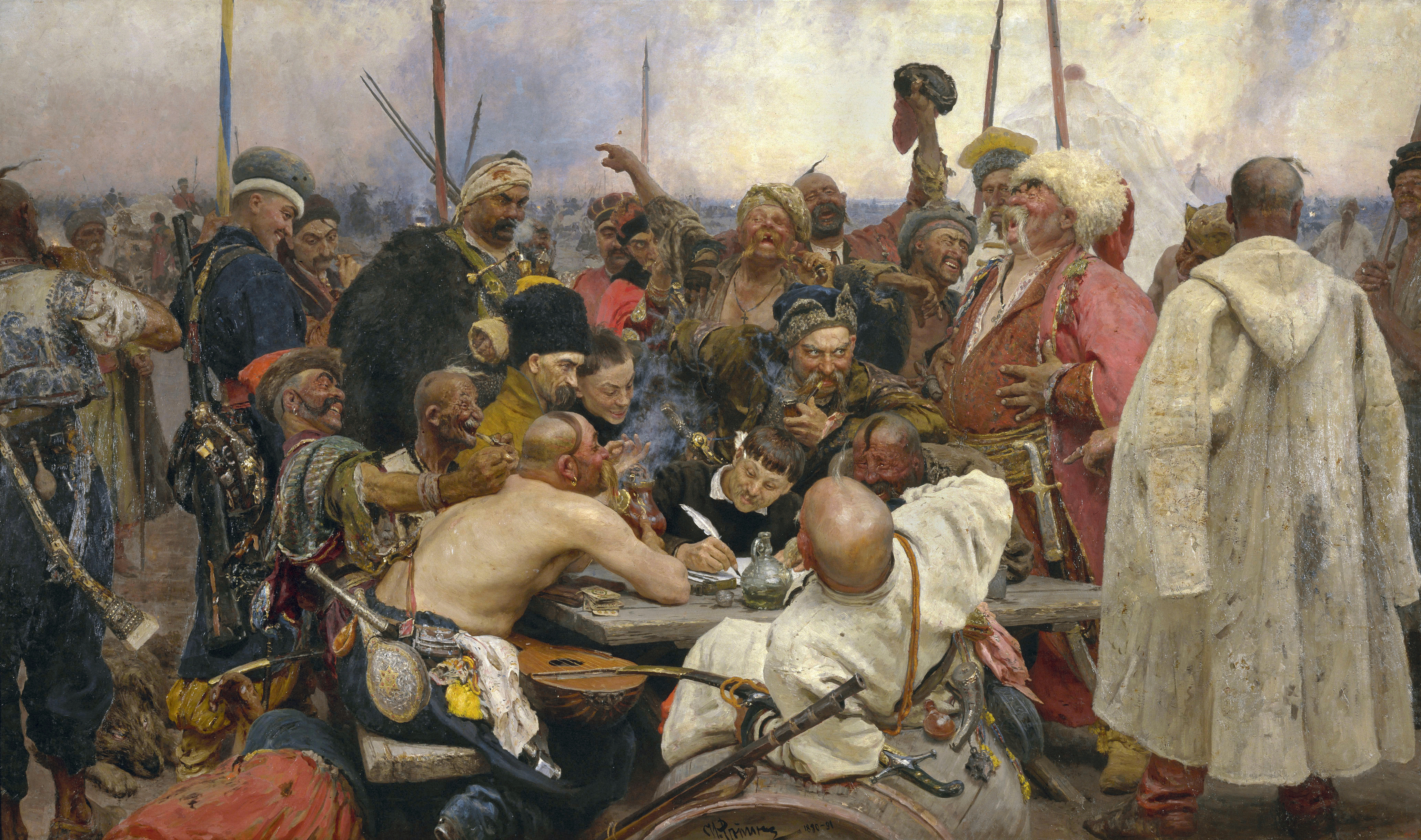
Záporožští kozáci píší dopis tureckému sultánovi, 1880–91 (Státní ruské muzeum)

## Ocenění
- Řád bílé růže komandér 1920
- Řád čestné legie V. třída rytíř
- Velká zlatá medaile Imperátorské akademie umění